# Xã Center, Quận Union, Indiana
Xã Center (tiếng Anh: Center Township) là một xã thuộc quận Union, tiểu bang Indiana, Hoa Kỳ. Năm 2010, dân số của xã này là 3.048 người.